# Слоновий футбол
Слоновий футбол або футбол на слонах — шоу з тваринами з Таїланду, Непалу та Індії, яке має форму асоціативного футбольного варіанту, який грають на слонах.

## Правила
У футбол зі слонами грають за такими ж правилами, як і в звичайний футбол, але всі гравці мають бути верхи на слонах:
- Команди та гравці. У кожній команді зазвичай 2-3 слони. Кожен слон має свого наїзника, який керує ним, підаючи команді за допомогою слів або дотиків.
- М'яч. Використовується великий, легкий гумовий м'яч, набагато більший за стандартний футбольний м'яч, щоб слони могли його легко штовхати хоботом або ногами.
- Поле та тривалість гри. Поле менше, ніж у традиційному футболі, матч зазвичай триває близько 20-30 хвилин і ділиться на дві тайми.
- Мета. Слони намагаються забити м'яч у сітку суперника, щоб забити гол.
- Торкання м'яча. Слоні штовхають м'яч хоботом або передніми ногами, намагаються забити його у ворота суперників. Наїзники не можуть самостійно торкатися м'яча.
- Фол. Щоб уникнути травм, суворо заборонено використання слонами бивнів або агресивної поведінки. Гра ведеться в дружній атмосфері, акцент робиться на розвагах.